# New Saga
«New Saga» (яп. 強くてニューサーガ, Tsuyokute Nyū Sāga, досл. ««Будь Сильнішим! Нова Сага» або «Нова Сага Плюс»») — серія ранобе, написана Масаюкі Абе та ілюстрована Рютою Фусе. Серіалізувалася онлайн між травнем 2012 року та червнем 2018 року на вебсайті, «Shōsetsuka ni Narō». Пізніше була придбана видавництвом AlphaPolis, яке опублікувало десять томів між квітнем 2013 року та липнем 2018 року. Манґа-адаптація з ілюстраціями Дзюна Міури серіалізувалася онлайн через вебсайт AlphaPolis між лютим 2014 року та липнем 2023 року і була зібрана в десять томів танкобон. Манґа публікується в цифровому форматі англійською мовою через Alpha Manga. Аніме-телесеріал, створений Studio Clutch, прем'єрував у липні 2025 року.

## Сюжет
Після виснажливої битви лицар-маг Лойд нарешті перемагає володаря демонів… або ж він так вважає. Він прокидається і опиняється на землі, яка була зруйнована в його минулому житті. Він знову зустрічає дорогу йому людину, яку він вважав втраченою назавжди. Щоб запобігти повторному знищенню людського світу, разом зі своїми друзями Лойд використовує свої спогади з минулого життя, щоб знову врятувати світ.

## Персонажі
Кайл (яп. カイル, Kairu)
Сейю: Юма Учіда
Серан (яп. セラン)
Сейю: Хіро Сімоно
Лізе (яп. リーゼ, Rīze)
Сейю: Файруз Ай
Урза (яп. ウルザ, Uruza)
Сейю: Асамі Сето
Сільдонія (яп. シルドニア, Shirudonia)
Сейю: Мінамі Такахаші
Мілена (яп. ミレーナ, Mirēna)
Сейю: Каорі Маеда
Зентос (яп. ゼントス, Zentosu)
Сейю: Хірокі Ясумото
Міранда (яп. ミランダ)
Сейю: Ріхо Суґіяма
Ґо (яп. ゴウ)
Сейю: Ріе Хікісака
Ґазас (яп. ガザス, Gazasu)
Сейю: Тецу Інада

## Медіа

### Ранобе
| №  | Дата виходу    | ISBN                |
| -- | -------------- | ------------------- |
| 1  | 8 квітня 2013  | ISBN 978-4434177941 |
| 2  | 7 жовтня 2013  | ISBN 978-4434183652 |
| 3  | 2 квітня 2014  | ISBN 978-4434190421 |
| 4  | 8 жовтня 2014  | ISBN 978-4434197444 |
| 5  | 3 травня 2015  | ISBN 978-4434205866 |
| 6  | 29 грудня 2015 | ISBN 978-4434214875 |
| 7  | 4 вересня 2016 | ISBN 978-4434223587 |
| 8  | 5 квітня 2017  | ISBN 978-4434231261 |
| 9  | 28 жовтня 2017 | ISBN 978-4434239106 |
| 10 | 2 липня 2018   | ISBN 978-4434246920 |

### Манґа
Манґа-адаптація з ілюстраціями Дзюна Міури серіалізувалася онлайн через вебсайт AlphaPolis з 20 лютого 2014 року по 30 червня 2025 року і була зібрана в одинацять томів танкобон. Манґа публікується в цифровому форматі англійською мовою через Alpha Manga.
| №  | Дата виходу       | ISBN                |
| -- | ----------------- | ------------------- |
| 1  | 31 жовтня 2014    | ISBN 978-4434197062 |
| 2  | 30 вересня 2015   | ISBN 978-4434209413 |
| 3  | 30 квітня 2016    | ISBN 978-4434217937 |
| 4  | 31 грудня 2016    | ISBN 978-4434226489 |
| 5  | 30 листопада 2017 | ISBN 978-4434238703 |
| 6  | 30 вересня 2018   | ISBN 978-4434250224 |
| 7  | 31 серпня 2019    | ISBN 978-4434262319 |
| 8  | 31 серпня 2020    | ISBN 978-4434277894 |
| 9  | 31 серпня 2021    | ISBN 978-4434292774 |
| 10 | 31 жовтня 2022    | ISBN 978-4434310249 |
| 11 | June 30, 2025     | ISBN 978-4434359491 |

### Аніме
Аніме-телесеріал був анонсований 19 жовтня 2022 року. Прем'єра серіалу спочатку була запланована на липень 2023 року, але 26 травня 2023 року її було відкладено через «різні обставини». Спочатку анімацією мали займатися студії Makaria та Yokohama Animation Laboratory, а режисером мав бути Норікадзу Ішігоока, але після перенесення Studio Clutch замінила Makaria та Yokohama Animation Laboratory як анімаційна студія, а Наокі Мізусава замінив Ішігооку на посаді режисера. Серіал продюсує Sotsu, Кента Іхара відповідає за композицію серіалу, Ніліцу розробив оригінальні ескізи персонажів, Ацуші Асахі займається дизайном персонажів, а Shachō з Soil & «Pimp» Sessions та Хіронорі Аназава пишуть музику до серіалу. Прем'єра відбулася 3 липня 2025 року на ABC TV та Tokyo MX. Відкриваюча пісня — «Enja» (Актор) у виконанні 4s4ki, тоді як закриваюча пісня — «her» у виконанні Махіру Кода.

## Нотатки
1. ↑  Режисер епізодів серіалу